# Odznaka „10 Lat w Służbie Narodu”
Odznaka „10 Lat w Służbie Narodu” – polskie odznaczenie resortowe okresu PRL, nadawane przez Ministra Spraw Wewnętrznych.
Odznaka „10 lat w Służbie Narodu” została ustanowiona w uznaniu ofiarnej służby funkcjonariuszów Milicji Obywatelskiej.
Odznaka była jednostopniowa.